# Euthalia phemius
Euthalia phemius es una especie de mariposa de la familia Nymphalidae (subfamilia Limenitidinae).

## Subespecies

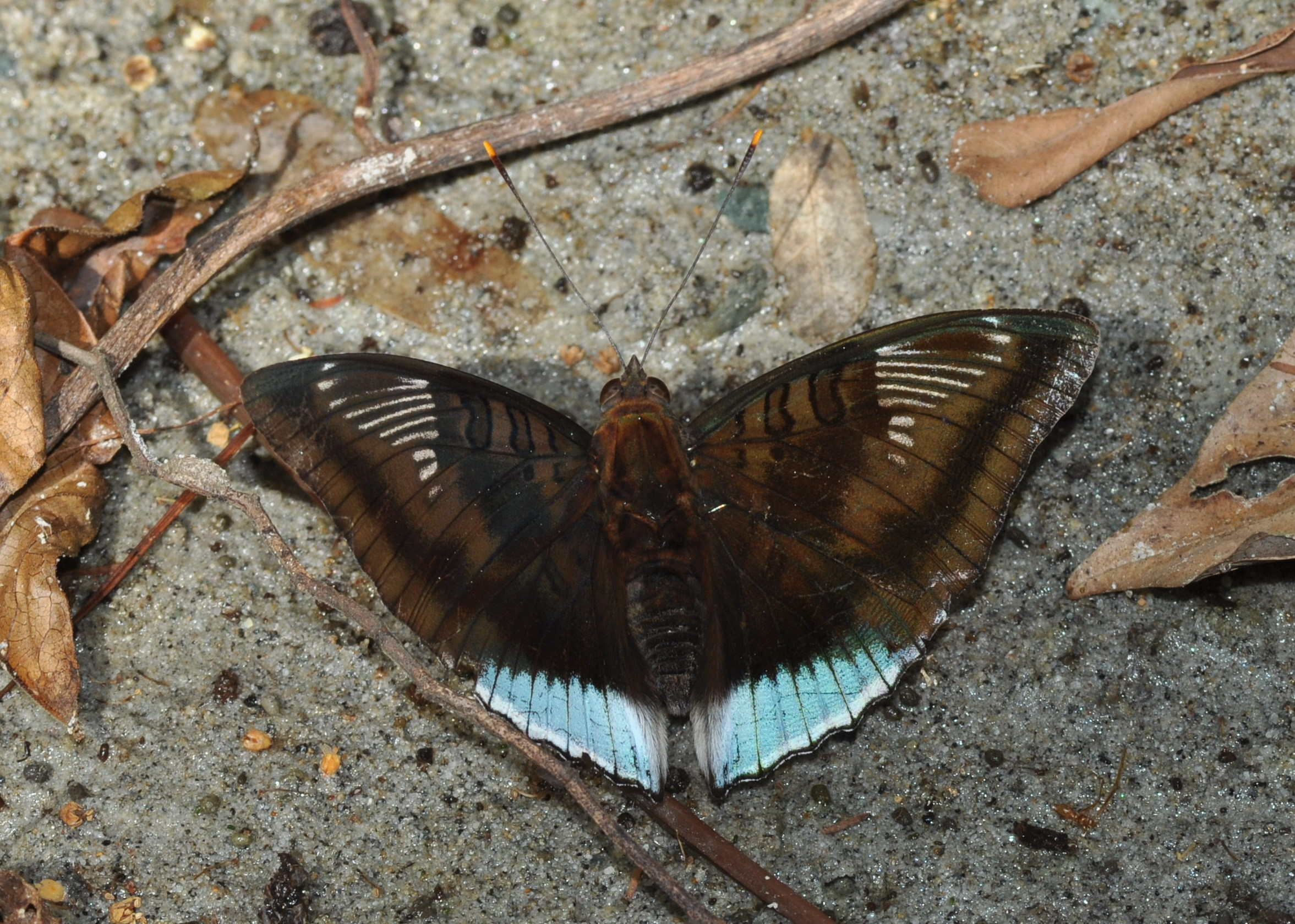

- Euthalia phemius phemius
- Euthalia phemius seitzi
- Euthalia phemius euphemius

## Distribución
Esta especie de mariposa y sus subespecies se distribuyen en Malasia, Hong Kong (China), Assam, Burma, Borneo, Sikkim y Yunnan.